# 桶川市立朝日小学校
桶川市立朝日小学校（おけがわしりつ あさひしょうがっこう）は、埼玉県桶川市朝日3丁目にある公立小学校。

## 概要
桶川市内で最も新しい小学校であり、昭和59年4月に開校した。JR高崎線の桶川駅～北上尾駅間の沿線に広がる住宅地に位置し、児童数は約400名。　

## 歴史や年表など
- 1984年4月1日 - 桶川市立朝日小学校開校
- 1984年11月15日 - 開校記念日に制定
- 1985年2月19日 - 校旗・校歌制定式典
- 1988年11月13日 - 開校5周年記念式典
- 1993年11月6日 - 開校10周年記念式典
- 2003年11月7日 - 創立20周年記念式典
- 2013年11月9日 - 創立30周年記念式典
- 2017年3月4日 - 朝日放課後児童クラブ（校地内）開設（記念樹移設）
- 2017年4月1日 - 特別支援学級かがやき開設
- 2023年11月11日 - 創立40周年式典

## 著名な出身者
- 松岡洸希（プロ野球選手）